# Historisch-taalkundige vergelijking van de talen van Arda
De Engelse filoloog, hoogleraar in de Engelse taal- en letterkunde en schrijver J.R.R. Tolkien (1892-1973) creëerde naast zijn werken zoals De Hobbit, In de Ban van de Ring en De Silmarillion verschillende kunsttalen voor de volkeren van zijn fictieve wereld Arda. Voorbeelden hiervan zijn Quenya, Sindarijns, Adûnaïsch, Khuzdûl, Entish en de Zwarte Taal van Mordor, waarvan Quenya en Sindarijns het meest uitgewerkt zijn.
Tolkien liet zich bij het ontwikkelen van de grammatica en woordenschat van deze talen inspireren door bestaande talen, zowel moderne als oude. Dit artikel beschrijft de structuur en inspiratiebronnen van deze talen, hun evolutie binnen de tijdlijn van Arda, en vergelijkt de besproken talen kort met elkaar.

## Talen vanMensen

### Adûnaïsch
Adûnaïsch is in Tolkiens wereld de oudste en op één na meest uitgewerkte Mensentaal. De eerste Mensen, ook wel de Jongste Kinderen van Ilúvatar genoemd, ontwaakten in Hildórien bij het opgaan van de eerste Zon en werden bekend als Atani, Hildor en later Edain. Hoewel de Edain een eigen taal spraken, namen velen in Beleriand de taal van de Grijze Elfen over. In Dor-Lómin, waar de Mensen een eigen gebied kregen, ontwikkelde hun taal zich tot Adûnaïsch, de landstaal van Númenor. Na de ondergang van Númenor (Akallabêth) bleef Adûnaïsch voortbestaan in de koninkrijken Gondor en Arnor.
De voornaamste bron voor een taalkundige analyse van Adûnaïsch is Lowdham’s Report on the Adûnaic Language uit The Notion Club Papers. Hierin beschrijft Tolkien dat Adûnaïsch gebruikmaakt van triconsonantische wortels, vergelijkbaar met Semitische talen, zoals in woorden als saphad (begrijpen), nimir (schijnen) en kalab (vallen). Daarnaast bestaan oudere biconsonantische wortels, zoals nakh (komen) en bith (zeggen). Cultureel vertoont Adûnaïsch parallellen met Semitische volkeren, bijvoorbeeld in de aanbidding van Melkor door de Númenóreanen roept de Fenicische cultus van Melqart (mlk'qrt) op.

#### Consonanten
Tolkien beschrijft in Lowdham’s Report on the Adûnaic Language de consonanten van Adûnaïsch in twee tabellen: een voor de vroege fase en een voor de latere fase, onderverdeeld in P-, T-, C- en K-reeksen. De T-reeks is het meest vertegenwoordigd, vooral in pronominale vormen, vergelijkbaar met alveolaire medeklinkers in Hebreeuws en Arabisch. De P-reeks is beperkt; de stemloze w evolueerde tot een glottale [h], behalve in combinaties met s (als kh [x]).
De klank ʁ (genoteerd als 3), een stemhebbende uvulaire fricatief, verdween in initiële positie en versmolt elders met klinkers, vergelijkbaar met klankverzwakking in het Latijn (bijvoorbeeld gnatus → natus). De C-reeks dentaliseerde onder invloed van Quenya, zoals de Latijnse c in Romaanse talen ontwikkelde. Daarnaast heeft het Adûnaïsch een voorkeur voor voorvoegsels, en vinden klankveranderingen plaats via geminatie of infixatie, bijvoorbeeld d → nd. Assimilatie is eerder zeldzaam, maar voorspelbaar: nt → tt, nk → kk, mp → pp. Klanken als ph, th en kh aspireerden dan weer, zoals ook in het Oudgrieks gebeurde.
|                                    | P-Reeks | T-Reeks | C-Reeks              | K-Reeks |
| ---------------------------------- | ------- | ------- | -------------------- | ------- |
| Plosieven                          |         |         |                      |         |
| Stemloos                           | P       | T       | C                    | K       |
| Stemhebbend                        | B       | D       | J                    | G       |
| Stemloos geaspireerd               | Ph      | Th      | Ch                   | Kh      |
| Fricatieven en andere continuanten |         |         |                      |         |
| Stemloos                           | /       | S       | θ of andere sibilant | H       |
| Stemhebbend (zwak)                 | W       | L,R,Z   | Y                    | 3       |
| Nasalen                            | M       | N       | /                    | ŋ       |

|                                    | P-Reeks | T-Reeks | C-Reeks | K-Reeks |
| ---------------------------------- | ------- | ------- | ------- | ------- |
| Plosieven                          |         |         |         |         |
| Stemloos                           | P       | T       | S       | K       |
| Stemhebbend                        | B       | D       | Z       | G       |
| Stemloos geaspireerd               | Ph      | Th      | S       | Kh      |
| Fricatieven en andere continuanten |         |         |         |         |
| Stemloos                           | /       | S       | S       | H       |
| Stemhebbend (zwak)                 | W       | L,R,Z   | Y       | (G)     |
| Nasalen                            | M       | N       | /       | (N)     |

#### Vocalen
Adûnaïsch kent oorspronkelijk drie klinkers (A, I, U) en twee tweeklanken (AI, AU). Elke stam heeft een kenmerkende klinker, vergelijkbaar met thematische vocalen in Indo-Europese talen, geplaatst tussen medeklinkers (bijvoorbeeld NAK of KUL), aan het begin (ANAK), einde (NAKA) of ingebed (UKULB).
). Klinkers kunnen verlengd worden (A → Ā) of gewijzigd via infixatie (bijvoorbeeld AI, AU, AN, UN). In de klassieke periode werden AI en AU monoftongen (ē, ō), waardoor korte e en o ontbreken. Glijklanken w en y ontstaan na klinkers (bijvoorbeeld uwa, iya). Morfologische uitbreidingen met -i, -u of -im veroorzaken tweeklanken of verlengingen. Dit systeem maakt een rijk afleidingssysteem mogelijk, zoals kulubba, kulibbu, ukulub, ondanks beperkingen op combinaties van veranderingen.

#### Naamwoorden
Adûnaïsch onderscheidt sterke en zwakke naamwoorden. Sterke naamwoorden wijzigen hun klinkers bij verbuiging (bijvoorbeeld NAKA → Nāk), terwijl zwakke naamwoorden achtervoegsels gebruiken, zoals -a, -an of -ur. Sterke naamwoorden zijn vaak meerlettergrepig, zwakke naamwoorden eenlettergrepig of samengesteld. Het Adûnaïsch kent vier geslachten: mannelijk, vrouwelijk, gemeenschappelijk en onzijdig. Standaard zijn woorden onzijdig, tenzij ze personen of geslacht aanduiden (bijvoorbeeld anaduni (onzijdig, westers) versus Anadune (vrouwelijk, Westerland)). Abstracte begrippen kunnen gepersonifieerd worden (bijvoorbeeld agan (de dood) versus Agan (de Dood)). Gemeenschappelijke naamwoorden duiden vaak volkeren aan (bijvoorbeeld Adunaim). Vrouwelijke vormen ontstaan meestal met achtervoegsels zoals -t of -e, met uitzonderingen zoals nithil (meisje) uit de wortel MIYI (klein). Het Adûnaïsch gebruikt enkelvoud, meervoud en dualis, waarbij de dualis (met -at) natuurlijke paren aanduidt (bijvoorbeeld huzun → huznat, de oren). Sommige woorden zijn collectief, zoals gimil (de sterren), met gimli als enkelvoud.

## Entish
Over Entish is weinig bekend, omdat deze taal uitsluitend door de Ents werd gesproken en ontoegankelijk was voor andere rassen. Ents, geïnspireerd door Tolkiens liefde voor bomen, ontstonden tijdens het schrijven van In de Ban van de Ring. Tolkien beschreef in een brief uit 1963 dat de Ents voortkwamen uit zijn frustratie over de metaforische behandeling van het ‘marcherend woud’ in Macbeth. Zijn fascinatie voor bomen blijkt ook uit brieven aan zijn zoon Christopher tijdens de Tweede Wereldoorlog en uitvoerige beschrijvingen van natuur in zijn werken.
Entish, ook wel Oud-Entish genoemd, is een langzame, sonore en geagglomereerde taal, die ontstond toen Ents na contact met Elfen een eigen taal wilden. Door de lange, uitgebreide woordenschat onderscheidt Entish zich van andere Arda-talen, zodanig dat zelfs de Eldar geen schriftelijke vastlegging probeerden.
De enige directe attestatie van Entish is een uitspraak van Treebeard in In de Ban van de Ring: a-lalla-lalla-rumba-kamanda-lindor-burúmë, wat overeenkomt met het Engelse rockshelf (een relatief vlak stuk rots aan een kustlijn). Daarnaast is het scheldwoord burárum (uitdrukking van afgunst) geattesteerd.
Het Entish komt echter wel nog op een indirecte manier aan bod. In hun dagelijkse conversaties gebruikten de Ents vele woorden uit het Quenya, waardoor mengvormen ontstonden van Entish en Quenya. Dit fenomeen deden Matthew Dickerson en Jonathan Evans in Ents, Elves, and Eriador: The Environmental Vision of J.R.R. Tolkien besluiten dat Tolkien zich hoogstwaarschijnlijk baseerde op de eerste fasen van de ontwikkeling van de Indo-Europese talen. Tolkien liet dit zelf ook blijken in de Appendices van In de Ban van de Ring, waaruit eigenlijk moest blijken dat de Ents, en meer bepaald het personage van Treebeard, de personificatie waren van zijn grote voorliefde voor filologie. De Ents waren namelijk in staat om talen te creëren en voor eeuwig te onthouden.
Een voorbeeld van die gemengde constructies is Taurelilómëa-tumbalemorna Tumbaletaurëa Lómëanor. Deze zin heeft echter twee Engelse vertalingen, namelijk Forestmanyshadowed-deepvalleyblack Deepvalleyforested Gloomyland en there is a black shadow in the deep dales of the forest. Hiermee lijkt Tolkien, zoals bij eerste attestaties van echte talen, bewust ambiguïteit te creëren en de lezer in het ongewisse te laten over de ware betekenis.
Treebeard beschrijft Entish als een ‘correcte’ taal, waarbij woorden natuurlijk ontstaan uit de natuur, zonder conventionele afspraken, zoals in de taalfilosofie van Cratylus. Omdat de natuur verandert, evolueren Entische woorden mee, zoals Treebeard aangeeft: “My name is changing all the time”.

## Talen vanDwergen

### Khuzdûl
Khuzdûl is de taal van de Dwergen in Tolkiens wereld, geschapen door de Vala Aulë, die de Dwergen creëerde en hen deze taal leerde. Hierdoor is Khuzdûl uniek en losstaand van andere Arda-talen. Als geheime taal werd Khuzdûl niet gebruikt voor externe communicatie, maar diende het om de Dwergcultuur te beschermen tegen invloeden van buitenaf. De taal is grotendeels statisch en werd weinig opgeschreven om te voorkomen dat niet-Dwergen deze leerden, wat resulteerde in een beperkt corpus. Door migraties werden incidenteel woorden uit Mensentalen overgenomen, zorgvuldig geselecteerd wanneer er geen Khuzdûl-equivalent bestond, zoals bij de Dwergen van Moria met noordelijke Mensentalen.

#### Fonologie
Khuzdûl kent vijf klinkers (a, e, i, o, u), zowel in korte als lange vorm, aangeduid met een circumflex (bijvoorbeeld â). Zwakke klinkers, zoals de Engelse klank in butter ([ʌ], [ə]), worden zelden getranscribeerd omdat ze fonetisch optreden tussen medeklinkers, vergelijkbaar met de schewá in het Hebreeuws, hoewel deze in het Hebreeuws schriftelijk wordt weergegeven. Medeklinkers volgen bekende patronen: th, kh en vermoedelijk ph vertegenwoordigen geaspireerde klanken, beschouwd als afzonderlijke fonemen. De combinatie gh (bijvoorbeeld in Azaghâl) kan een fricatief, aspiratie of cluster zijn, maar is niet eenduidig. Over klemtoon is weinig bekend, maar deze lijkt vaak op de laatste lettergreep te liggen, zoals in het Hebreeuws, met uitzonderingen bij naamvallen waar de eerste lettergreep met een lange klinker de klemtoon draagt.

#### Structuur
Khuzdûl heeft geen uitgebreid naamvallensysteem zoals Quenya, maar gebruikt vaste stamstructuren en samenstellingen voor grammaticale functies. Zelfstandige naamwoorden kennen drie vormen: de absolute vorm (bijvoorbeeld khazâd, Dwergen), gebruikt als zelfstandig woord; de bezitsvorm, zoals in baruk khazâd (de bijlen van de Dwergen), vaak met klinkerreductie; en de gebonden vorm, zoals in Khazad-dûm (Dwergen-delving), waarbij een naamwoord als bijvoeglijke bepaling fungeert.
Khuzdûl vertoont gelijkenissen met Hebreeuws, zoals Tolkien zelf aangaf, vooral in het gebruik van medeklinkerstammen (bijvoorbeeld Kh-Z-D voor Dwergen-gerelateerde begrippen). Nieuwe woorden ontstaan door klinkers toe te voegen, zoals in Khuzdûl of Khazad-dûm. Affixen, zoals -ul (mogelijk adjectivisch, in Khuzdûl) en -âb (mogelijk collectief, in ’aglâb, gesproken taal), voegen betekenis of grammaticale functies toe, wat wijst op enige flexibiliteit in woordvorming kende dan op het eerste gezicht lijkt.

## Vergelijking Adûnaïsch, Entish en Khuzdûl
Adûnaïsch, Entish en Khuzdûl, respectievelijk de talen van Mensen, Ents en Dwergen, verschillen door hun raciale oorsprong, maar vertonen ook overeenkomsten. Adûnaïsch en Entish evolueerden door externe contacten of de natuur, terwijl Khuzdûl bewust statisch bleef om de Dwergcultuur te beschermen. Zowel Khuzdûl als Entish waren echter ontoegankelijk voor andere rassen, ondanks hun respectievelijk gesloten en open karakter.
Adûnaïsch en Khuzdûl delen triconsonantische wortels, kenmerkend voor Semitische talen, waardoor ze compacter zijn dan Entish, dat lange, repetitieve structuren heeft die passen bij het tijdsbesef van de Ents. Een rode draad in Tolkiens talen is hun filosofische grondslag: ze weerspiegelen de geschiedenis en cultuur van hun sprekers, eerder dan een volledig uitgewerkte woordenschat en/of grammatica.